# 卓锦万代兰
卓锦万代兰（学名：Vanda 'Miss Joaquim'）为万代兰属自然杂交种，是新加坡国花。

## 历史
1893年，新加坡植物园园长亨利·尼古拉斯·里德利在描述这个品种时写道：“几年前，居住在新加坡的著名女园艺家艾格妮丝·卓锦成功将新加坡无处不在的虎克万代兰（Vanda teres）和棒叶万代兰（Vanda teres）杂交。”里德利、数名当代其他种植兰花者以及各胡姬花刊物，都认可这个新品种为雜交種。棒叶万代兰产于缅甸，而虎克万代兰产于马来半岛。
然而还不知道卓锦万代兰是艾妮丝·卓锦在1893年发现的还是她培育出来的。一直以来，棒叶万代兰和虎克万代兰两个物种之间，哪个为母本，哪个为父本是个谜。直至2011年，科学家透过DNA条形码技术及推论，判断棒叶万代兰为母本，而虎克万代兰为父本。
1899年，艾格妮丝·卓锦因新品种得奖，三个月后因癌逝世。
1981年4月15日，卓锦万代兰被选为新加坡国花。

## 特点
花序可具12朵花，通常每次开4朵。每朵花宽5厘米，高6厘米。与亲本一样，花瓣的背面朝向前方。顶部的两个花瓣和花萼是玫瑰紫色，而下半部的2侧花萼是淡紫色。卓锦万代兰在茎长至40到50厘米长时便开始开花。